# Nerflevermos
Nerflevermos (Diplophyllum albicans) is een mossoort uit de schoffelmosfamilie (Scapaniaceae).

## Determinatie
Nerflevermos is een folieus levermos dat afgeplatte matten vormt. De stengel bereikt een lengte van 3 cm. De bladeren zijn getand en hebben een grote onderlob en een kleine bovenlob. Beide lobben hebben een schijnnerf. Aan de bladtoppen zitten vaak broedkorrels.

## Ecologie
Nerflevermos komt voor op min of meer vochtige, humeuze, lemige zandgrond. Het gaat om beschaduwde standplaatsen waar enige vorm van verstoring van de bodem heeft plaatsgevonden.

### Syntaxonomie
In de syntaxonomie staat nerflevermos te boek als kensoort voor de pluisjesmos-klasse.